# Lazard
Lazard LLC je investiční banka s centrálou v New Yorku a pobočkami ve 24 zemích světa.

## Historie
Lazard založili v roce 1848 v New Orleans bratři Alexandre,Lazar, Simon a Elie Lazard židovští obchodníci původem z Alsaska jako obchodní společnost Lazard Frères & Co. zabývající se obchodem se šicími potřebami a během kalifornské zlaté horečky přesídlili do San Francisca. Zde se zaměřili na obchod se zlatem a založili krátce na to banku se sídlem v New Yorku.
Ve druhé polovině 19. století vznikly další pobočky jak v New Yorku tak i v Paříži a Londýně.
Banka upevňovala svou pozici i v meziválečném období a její rozvoj pokračoval i po roce 1945. Její podnikání se zaměřilo na oblast fúzí a přebírání podniků (Mergers and Acquisitions) a v této oblasti patří k nejvýznamnějším na světě.
V roce 2005 vstoupila společnost se svými akciemi na New York Stock Exchange.